# Chlorostilbon melanorhynchus
A Chlorostilbon melanorhynchus a madarak (Aves) osztályának a sarlósfecske-alakúak (Apodiformes) rendjéhez, ezen belül a kolibrifélék (Trochilidae) családjához tartozó faj.

## Rendszerezés
Eredetileg a kékfarkú smaragdkolibri (Chlorostilbon mellisugus) alfaja volt, Chlorostilbon mellisugus melanorhynchus néven.

## Előfordulása
Ecuador és Kolumbia területén honos. A természetes élőhelye szubtrópusi vagy trópusi síkvidéki nedves erdők, szubtrópusi vagy trópusi nedves hegyi erdők, valamint erősen leromlott egykori erdők.

## Külső hivatkozás
- Képek az interneten a fajról